# Antrodiella murrillii
Antrodiella murrillii är en svampart som först beskrevs av Lloyd, och fick sitt nu gällande namn av Leif Ryvarden 1990. Antrodiella murrillii ingår i släktet Antrodiella och familjen Phanerochaetaceae.   Inga underarter finns listade i Catalogue of Life.